# Le Maître de la Terre
Le Maître de la terre (en anglais Lord of the World) est un roman dystopique de science-fiction écrit en 1907 par Mgr Robert Hugh Benson et centré sur le règne de l'Antéchrist et la fin du Monde. 

## Contexte
Robert Hugh Benson est un ancien ecclésiastique anglican de la mouvance de la Haute Église. Sa conversion au catholicisme a lieu en 1903, deux ans avant le début de l'écriture de Lord of the World. Il est le plus jeune fils de l'archevêque de Cantorbéry, Edward White Benson, et de Marie Sidgwick Benson. Robert est issu d'une très longue lignée de membres du clergé anglican, et était pressenti pour succéder à son père au poste le plus élevé de la religion anglicane. Après une crise de la foi qu'il décrit en 1913 dans son livre Les Confessions d'un converti (Confessions of a convert), il se convertit au catholicisme le 11 septembre 1903.
Selon Joseph Pearce, la presse fait beaucoup de bruit autour de la conversion du fils de l'archevêque de Cantorbéry, parfois comparée à celle de John Henry Newman à la suite du mouvement d'Oxford.
Il reçoit alors de nombreuses lettres de membres du clergé anglican le considérant comme un traître ou un fou. Bien qu'il réponde à chacune d'entre elles, il est profondément blessé.
Après son ordination comme prêtre catholique à Rome en 1904, le frère Benson est envoyé comme aumônier de l'université de Cambridge. C'est pendant son séjour à Cambridge qu'il écrit Lord of the World.

### Création
Selon son biographe Fr. Cyril Martindale, l'idée d'un roman sur l'Antéchrist lui a été suggérée pour la première fois par son ami et mentor littéraire Frederick Rolfe en décembre 1905. C'est Rolfe qui l'introduit aux écrits du Socialiste utopique Claude-Henri de Rouvroy de Saint-Simon.

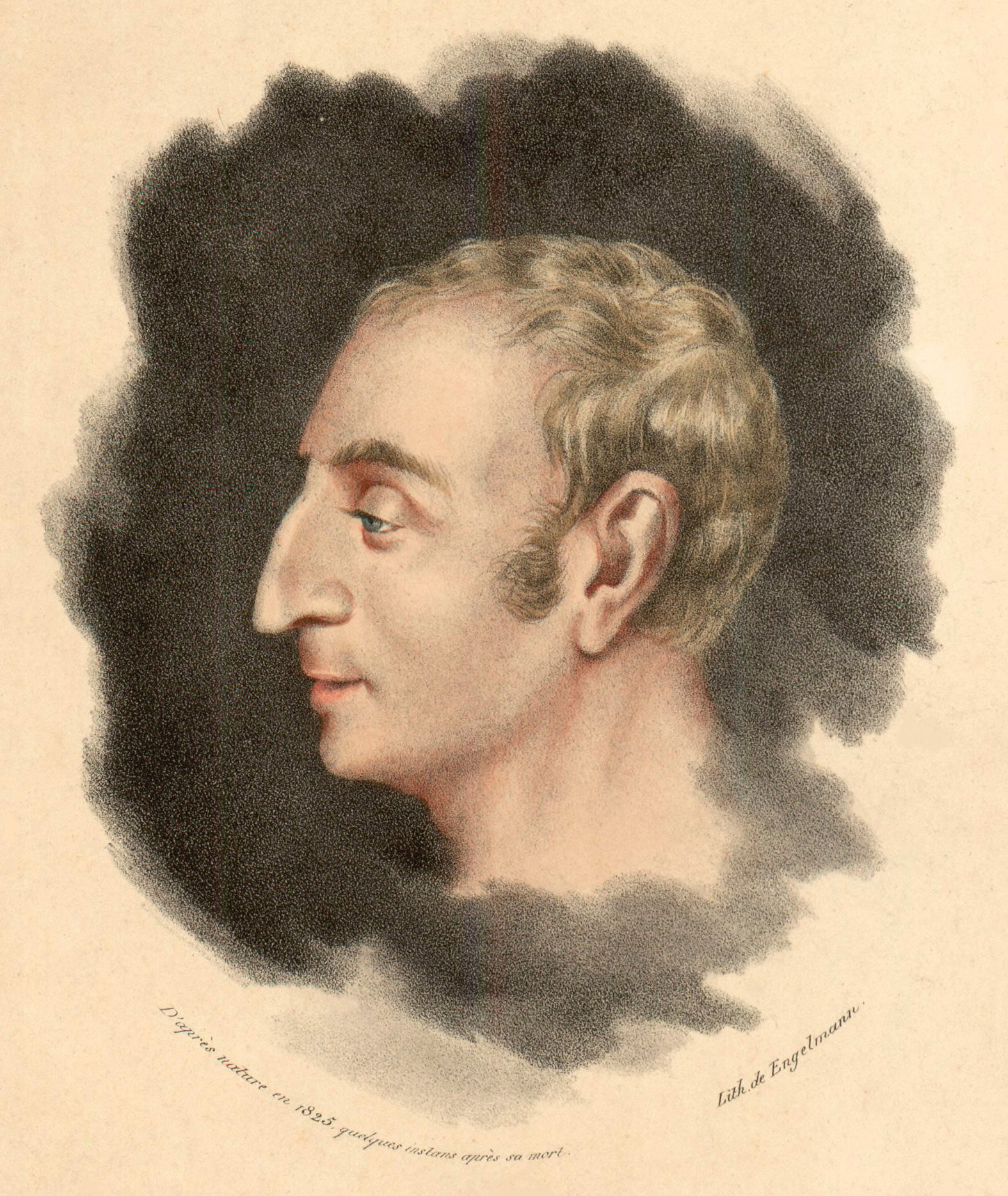
Henri de Saint-Simon en 1825.

Selon Fr. Martindale, alors que Benson lit Saint-Simon, « une vision d'une civilisation déchristianisée, jaillie des décombres de l'ancien régime, se lève devant lui et il écoute la suggestion de M. Rolfe d'écrire un livre sur l'Antéchrist. ».
Alors que l'écriture du livre se déroule pendant le pontificat de Pie X et avant la Première Guerre mondiale, Mgr Benson prédit avec précision les autoroutes, les armes de destruction massive, l'utilisation d'avions pour larguer des bombes sur des cibles militaires et civiles, et les voyages aériens pour passagers dans des zeppelins améliorés appelé « Volors ». En 1916, Fr. Martindale compare les idées de Benson à celles du romancier de science-fiction Jules Verne.
Mgr Benson a également prédit, avec moins de succès, la survie des colonies européennes en Afrique, l'expansion continue du Japon Impérial, et le chemin de fer comme moyen de transport prédominant. Comme beaucoup d'autres catholiques de l'époque, il croyait aux théories du complot maçonnique et adhérait aux théories du distributionnisme de G. K. Chesterton et Hilaire Belloc.

## Résumé du prologue
Au début du XXIe siècle à Londres, deux prêtres, Percy Frankly et John Francis, visitent le vieux Templeton, ancien parlementaire du Parti conservateur. Ce prologue permet d'effectuer une description de l'histoire du XXe siècle imaginée par l'auteur. Celui-ci écrit juste après la table des matières : « Les personnes qui n'aiment pas les prologues ennuyeux n'ont pas besoin de lire celui-là. Il est essentiel uniquement pour le contexte, non pour l'histoire ».

Emplacement approximatif des trois puissances.

En 1917, le Parti travailliste prend le pouvoir et transforme l'Empire britannique en régime à parti unique marxiste. La royauté et la noblesse sont abolies, les dissidents exilés en Irlande. L'humanisme séculier domine le monde, concurrencé uniquement par le catholicisme et les « religions orientales ».
Le monde est divisé en trois puissances : la Confédération européenne, en rouge sur les cartes, qui comprend l'Europe et l'Afrique et a l'espéranto comme langue officielle ; L'Empire oriental, en jaune sur les cartes, qui est dirigé par un descendant des familles impériales japonaise et chinoise, contrôle l'Asie et l'Océanie; et la République américaine, en bleu sur les cartes, qui dirige l'Amérique. Au moment où l'action se passe, la Confédération européenne et l'Empire oriental sont au bord d'une guerre totale.
Cette description est proche de celle de Vladimir Soloviev dans son Court récit sur l'antéchrist écrit en 1900, cependant l'influence sur l'œuvre de Benson n'est pas prouvée.

## Réception
Lors de sa publication en 1907, Lord of the World a provoqué une grande agitation, qui dépasse le champ des seuls catholiques ou même chrétiens. Mgr. Benson était donc occupé à répondre à des lettres de lecteurs et aux critiques littéraires. Ces lettres lui ont inspiré son roman Dawn of All (L'Aube de Tous).
La traduction en français est réalisée par Théodore de Wyzewa et publiée en 1910.

## Héritage

### Intellectuels catholiques
Bien que moins connu que les livres de Zamiatine, Orwell ou Huxley, Lord of the World  continue à être étudié, particulièrement parmi les catholiques traditionalistes. Dans un essai de 2005, Joseph Pearce considère que si les dictatures politiques des romans de Orwell et Huxley ont eu leur temps, le cauchemar de Benson est en train de prendre vie sous nos yeux.

### Déclarations pontificales
Le 8 février 1992, le cardinal Joseph Ratzinger, qui deviendra pape sous le nom de Benoît XVI, critique le « Nouvel Ordre mondial » proposé par le président George H. W. Bush dans un discours à l'université catholique du Sacré-Cœur. Il y  explique que le roman de Mgr Benson présente « une civilisation unifiée et son pouvoir de destruction de l'esprit. L'Antéchrist est représenté comme le grand porteur de paix dans un nouvel ordre mondial similaire ».
Dans un sermon de novembre 2013, le pape François fait l'éloge de Lord of the World qui représente « l'esprit du monde qui conduit à l'apostasie comme si c'était une prophétie ». Il l'a à nouveau cité en février 2019.